# The Heart of O'Yama
The Heart of O'Yama er en amerikansk stumfilm fra 1908 af D. W. Griffith.

## Medvirkende
- Florence Lawrence som O'Yama
- George Gebhardt
- D. W. Griffith
- George Nichols som Daimio
- Mack Sennett